# Lista siturilor arheologice din județul Sălaj - B
Lista siturilor arheologice din județul Sălaj - B conține toate siturile arheologice din județul Sălaj înscrise în Repertoriul Arheologic Național (RAN) și aflate în localități al căror nume începe cu litera B. RAN este administrat de Ministerul Culturii și Patrimoniului Național și cuprinde date științifice, cartografice, topografice, imagini și planuri, precum și orice alte informații privitoare la zonele cu potențial arheologic, studiate sau nu, încă existente sau dispărute.
Puteți căuta un sit din localitățile care încep cu litera B folosind formularul de mai jos sau puteți naviga prin toate siturile din județ la Lista siturilor arheologice din județul Sălaj.
| Cod RAN                                   | Denumire | Localitate                                       | Adresă                        | Datare                       | Descoperit | Coordonate                                              | Imagine           | Erori            |
| ----------------------------------------- | --- | ------------------------------------------------ | ----------------------------- | ---------------------------- | ---------- | ------------------------------------------------------- | ----------------- | ---------------- |
| 141394.01.01 (Cod LMI: SJ-I-m-B-04847.01) | Situl arheologic de la Badon - "La nove" / ansamblu anonim (Categorie: locuire) (Tip: Așezare)                                                    | sat Badon, comuna Hereclean                      | La nove                       | sec. II - III                |            |                                                         | Încărcați imagine | Raportați eroare |
| 141394.01.02 (Cod LMI: SJ-I-s-B-04847)    | Situl arheologic de la Badon - "La nove" / ansamblu anonim (Categorie: locuire) (Tip: Așezare)                                                    | sat Badon, comuna Hereclean                      | La nove                       |                              |            | 47°15′00″N 22°58′40″E / 47.25°N 22.9777777778°E         | Încărcați imagine | Raportați eroare |
| 141394.01.03 (Cod LMI: SJ-I-m-B-04847.02) | Situl arheologic de la Badon - "La nove" / ansamblu anonim (Categorie: locuire) (Tip: Necropolă)                                                  | sat Badon, comuna Hereclean                      | La nove                       | sec. II - III                |            |                                                         | Încărcați imagine | Raportați eroare |
| 141394.02.01 (Cod LMI: SJ-I-s-B-04849)    | Așezarea din epoca bronzului de la Badon / ansamblu anonim (Categorie: locuire civilă) (Tip: Așezare)                                             | sat Badon, comuna Hereclean                      |                               | Cehăluț                      |            |                                                         | Încărcați imagine | Raportați eroare |
| 141394.03.01 (Cod LMI: SJ-I-s-B-04848)    | Așezarea neolitică de la Badon - Dealul lui Mihai Viteazul / ansamblu anonim (Categorie: locuire civilă) (Tip: Așezare)                           | sat Badon, comuna Hereclean                      | Dealul lui Mihai Viteazul     |                              |            |                                                         | Încărcați imagine | Raportați eroare |
| 141250.01.01 (Cod LMI: SJ-I-m-B-04851.01) | Situl arheologic de la Bezded - "La Bolovani" / ansamblu anonim (Categorie: locuire civilă) (Tip: Așezare)                                        | sat Bezded, comuna Gârbou                        | La Bolovani                   |                              |            |                                                         | Încărcați imagine | Raportați eroare |
| 141250.01.02 (Cod LMI: SJ-I-m-B-04851.02) | Situl arheologic de la Bezded - "La Bolovani" / ansamblu anonim (Categorie: locuire civilă) (Tip: Așezare)                                        | sat Bezded, comuna Gârbou                        | La Bolovani                   |                              |            |                                                         | Încărcați imagine | Raportați eroare |
| 141152.01.01 (Cod LMI: SJ-I-s-B-04850)    | Turnul roman de la Bârsău Mare - "La Cetățea" / ansamblu anonim (Categorie: fortificație) (Tip: Turn)                                             | sat Bârsău Mare, comuna Gâlgău                   | La Cetățea                    | romană sec. II - III         |            |                                                         | Încărcați imagine | Raportați eroare |
| 140299.01.01 (Cod LMI: SJ-I-m-B-04851.02) | Situl arheologic de la Bobota - "Dâmbul Rotund" / ansamblu anonim (Categorie: locuire civilă) (Tip: Așezare)                                      | sat Bobota, comuna Bobota                        | Dâmbul Rotund                 |                              |            |                                                         | Încărcați imagine | Raportați eroare |
| 140299.01.02 (Cod LMI: SJ-I-s-B-04852)    | Situl arheologic de la Bobota - "Dâmbul Rotund" / ansamblu anonim (Categorie: locuire civilă) (Tip: Așezare)                                      | sat Bobota, comuna Bobota                        | Dâmbul Rotund                 |                              |            |                                                         | Încărcați imagine | Raportați eroare |
| 140299.01.03 (Cod LMI: SJ-I-m-B-04851.01) | Situl arheologic de la Bobota - "Dâmbul Rotund" / ansamblu anonim (Categorie: locuire civilă) (Tip: Așezare)                                      | sat Bobota, comuna Bobota                        | Dâmbul Rotund                 | sec. II - III                |            |                                                         | Încărcați imagine | Raportați eroare |
| 140333.01.01 (Cod LMI: SJ-I-m-B-04853.03) | Situl arheologic de la Bocșa - "La Pietriș" / ansamblu anonim(Pietriș) (Categorie: locuire civilă) (Tip: Așezare)                                 | sat Bocșa, comuna Bocșa                          | La Pietriș                    | Tiszapolgár                  | 2003       | 47°17′00″N 23°13′00″E / 47.28333°N 23.21667°E           | Încărcați imagine | Raportați eroare |
| 140333.01.02 (Cod LMI: SJ-I-m-B-04853.02) | Situl arheologic de la Bocșa - "La Pietriș" / ansamblu anonim(Pietriș) (Categorie: locuire civilă) (Tip: Așezare)                                 | sat Bocșa, comuna Bocșa                          | La Pietriș                    | sec. II-III                  | 2003       | 47°17′00″N 23°13′00″E / 47.28333°N 23.21667°E           | Încărcați imagine | Raportați eroare |
| 140333.01.03 (Cod LMI: SJ-I-m-B-04853.01) | Situl arheologic de la Bocșa - "La Pietriș" / ansamblu anonim(Pietriș) (Categorie: locuire civilă) (Tip: Așezare)                                 | sat Bocșa, comuna Bocșa                          | La Pietriș                    |                              | 2003       | 47°17′00″N 23°13′00″E / 47.28333°N 23.21667°E           | Încărcați imagine | Raportați eroare |
| 140333.02.01 (Cod LMI: SJ-I-s-B-04855)    | Așezarea Wietenberg de la Bocșa - "Dealul Bancului" / ansamblu anonim (Categorie: locuire civilă) (Tip: Așezare)                                  | sat Bocșa, comuna Bocșa                          | Dealul Bancului               | Wietenberg                   |            |                                                         | Încărcați imagine | Raportați eroare |
| 140333.03.01 (Cod LMI: SJ-I-s-B-04854)    | Necropolă tumulară din epoca bronzului de la Bocșa - "Pâclău" / ansamblu Grup de 3 tumuli (Categorie: descoperire funerară) (Tip: Grup de tumuli) | sat Bocșa, comuna Bocșa                          | Pâclău                        |                              |            |                                                         | Încărcați imagine | Raportați eroare |
| 140404.01.01                              | Turnul roman de la Bogdana - "Salhingăr" / ansamblu anonim (Categorie: fortificație) (Tip: Turn)                                                  | sat Bogdana, comuna Buciumi                      | Salhingăr                     | romană                       |            |                                                         | Încărcați imagine | Raportați eroare |
| 140342.01.01 (Cod LMI: SJ-I-s-B-04856)    | Așezarea din epoca bronzului de la Borla - "Kertteteje" / ansamblu anonim (Categorie: locuire civilă) (Tip: Așezare)                              | sat Borla, comuna Bocșa                          | Kertteteje                    | Cehăluț                      |            |                                                         | Încărcați imagine | Raportați eroare |
| 139955.01.01 (Cod LMI: SJ-I-s-B-04857)    | Cetatea de pământ hallstattiană de la Bozna - "La Vraniță" / ansamblu anonim (Categorie: locuire) (Tip: Cetate de pământ)                         | sat Bozna, comuna Treznea                        | La Vraniță                    |                              |            |                                                         | Încărcați imagine | Raportați eroare |
| 140707.01.01 (Cod LMI: SJ-I-s-A-04858)    | Burgus-ul roman de la Brebi - "La școală" / ansamblu anonim (Categorie: fortificație) (Tip: Burgus)                                               | sat Brebi, comuna Creaca                         | La școală                     | romană sec. II - III         |            |                                                         | Încărcați imagine | Raportați eroare |
| 140716.01.01 (Cod LMI: SJ-I-s-A-04859)    | Castrul roman de la Brusturi - "La ruine" / ansamblu anonim (Categorie: locuire militară) (Tip: Castru)                                           | sat Brusturi, comuna Creaca                      | La ruine                      | romană sec. II - III         |            | 47°09′37″N 23°13′27″E / 47.160215°N 23.224278°E         | Încărcați imagine | Raportați eroare |
| 140388.01.01 (Cod LMI: SJ-I-s-B-04860)    | Așezarea Criș de la Buciumi - "Râtul Mare" / ansamblu anonim (Categorie: locuire civilă) (Tip: Așezare)                                           | sat Buciumi, comuna Buciumi                      | Râtul Mare                    | Starčevo - Criș              |            |                                                         | Încărcați imagine | Raportați eroare |
| 140388.02.01 (Cod LMI: SJ-I-s-B-04861)    | Așezarea neolitică de la Buciumi - "Fundătură" / ansamblu anonim (Categorie: locuire civilă) (Tip: Așezare)                                       | sat Buciumi, comuna Buciumi                      | Fundătură                     |                              |            |                                                         | Încărcați imagine | Raportați eroare |
| 140388.03 (Cod LMI: SJ-I-s-A-04862)       | Castrul roman de la Buciumi - "Grădiște" (Categorie: locuire militară) (Tip: castru)                                                              | sat Buciumi, comuna Buciumi                      | Grădiște                      | sec. II - III p. Chr.        |            | 47°02′54″N 23°02′41″E / 47.0482916667°N 23.0446777778°E | Încărcați imagine | Raportați eroare |
| 140388.03.01 (Cod LMI: SJ-I-s-A-04862)    | Castrul roman de la Buciumi - "Grădiște" / ansamblu Castru roman Buciumi (Categorie: locuire militară) (Tip: Castru)                              | sat Buciumi, comuna Buciumi                      | Grădiște                      | romană sec. II - III p. Chr. |            | 47°02′54″N 23°02′41″E / 47.0482916667°N 23.0446777778°E | Încărcați imagine | Raportați eroare |
| 140388.03.02 (Cod LMI: SJ-I-s-A-04862)    | Castrul roman de la Buciumi - "Grădiște" / ansamblu anonim (Categorie: locuire militară) (Tip: Așezare)                                           | sat Buciumi, comuna Buciumi                      | Grădiște                      |                              |            | 47°02′54″N 23°02′41″E / 47.0482916667°N 23.0446777778°E | Încărcați imagine | Raportați eroare |
| 140388.04.01 (Cod LMI: SJ-I-m-B-04863.01) | Turnul roman de la Buciumi - "La Poiană" / ansamblu anonim (Categorie: fortificație) (Tip: Turn)                                                  | sat Buciumi, comuna Buciumi                      | La Poiană                     | romană sec. II - III         |            |                                                         | Încărcați imagine | Raportați eroare |
| 140388.05.01 (Cod LMI: SJ-I-s-B-04863.02) | Turnul roman de la Buciumi - "Vârful Padina" / ansamblu anonim (Categorie: fortificație) (Tip: Turn)                                              | sat Buciumi, comuna Buciumi                      | Vârful Padina                 | romană sec. II - III         |            |                                                         | Încărcați imagine | Raportați eroare |
| 142578.01.01 (Cod LMI: SJ-I-m-B-04865.02) | Situl arheologic de la Bulgari - "Izvoare" / ansamblu anonim (Categorie: locuire civilă) (Tip: Așezare)                                           | sat Bulgari, comuna Sălățig                      | Izvoare                       | Suciu de Sus                 |            |                                                         | Încărcați imagine | Raportați eroare |
| 142578.01.02 (Cod LMI: SJ-I-m-B-04865.01) | Situl arheologic de la Bulgari - "Izvoare" / ansamblu anonim (Categorie: locuire civilă) (Tip: Așezare)                                           | sat Bulgari, comuna Sălățig                      | Izvoare                       | dacilor liberi sec. II - IV  |            |                                                         | Încărcați imagine | Raportați eroare |
| 141394.04                                 | Așezarea din epoca medievală timpurie de la Badon - "La răstignire" / ansamblu anonim (Categorie: locuire civilă) (Tip: Așezare)                  | sat Badon, comuna Hereclean                      | La răstignire                 | sec. VIII-IX                 | 1999       |                                                         | Încărcați imagine | Raportați eroare |
| 141394.04                                 | Așezarea din epoca medievală timpurie de la Badon - "La răstignire" / complex anonim (Categorie: locuire civilă) (Tip: locuință)                  | sat Badon, comuna Hereclean                      | La răstignire                 | sec. VIII-IX                 | 1999       |                                                         | Încărcați imagine | Raportați eroare |
| 141394.05.01                              | Așezarea neolitică de la Badon - "Dealul Viilor" / ansamblu anonim (Categorie: locuire civilă) (Tip: Așezare)                                     | sat Badon, comuna Hereclean                      | Dealul Viilor                 | Turdaș                       |            |                                                         | Încărcați imagine | Raportați eroare |
| 140155.01                                 | Unelte eneolitice la Bălan- La Curmătura (Categorie: descoperire izolată) (Tip: obiect izolat)                                                    | sat Bălan, comuna Bălan                          | La Curmătura                  |                              |            |                                                         | Încărcați imagine | Raportați eroare |
| 140155.02                                 | Unelte eneolitice la Bălan - "Valea Orăii" (Categorie: descoperire izolată) (Tip: obiect izolat)                                                  | sat Bălan, comuna Bălan                          | Valea Orăii                   |                              |            |                                                         | Încărcați imagine | Raportați eroare |
| 141250.02                                 | Obiecte neolitice la Bezded- Casa Barbu (Categorie: descoperire izolată) (Tip: obiect izolat)                                                     | sat Bezded, comuna Gârbou                        | Casa Barbu                    |                              |            |                                                         | Încărcați imagine | Raportați eroare |
| 141250.03                                 | Obiecte neolitice la Bezded- Rodin (Categorie: descoperire izolată) (Tip: obiect izolat)                                                          | sat Bezded, comuna Gârbou                        | Rodin                         |                              |            |                                                         | Încărcați imagine | Raportați eroare |
| 142257.01                                 | Topor neolitic de la Bilghez (Categorie: descoperire izolată) (Tip: obiect izolat)                                                                | sat Bilghez, comuna Nușfalău                     |                               |                              |            |                                                         | Încărcați imagine | Raportați eroare |
| 140397.01                                 | Topor neolitic la Bodia (Categorie: descoperire izolată) (Tip: obiect izolat)                                                                     | sat Bodia, comuna Buciumi                        |                               |                              |            |                                                         | Încărcați imagine | Raportați eroare |
| 140404.02                                 | Topor neolitic la Bogdana (Categorie: descoperire izolată) (Tip: obiect izolat)                                                                   | sat Bogdana, comuna Buciumi                      |                               |                              |            |                                                         | Încărcați imagine | Raportați eroare |
| 140342.02.01                              | Locuiri eneolitice la Borla- Pârâul Zalău / ansamblu anonim (Categorie: locuire civilă) (Tip: Locuire)                                            | sat Borla, comuna Bocșa                          | Pârâul Zalău                  |                              |            |                                                         | Încărcați imagine | Raportați eroare |
| 142275.01.01                              | Așezările neolitice de la Bozieș- Ferma Nagy Lajos / ansamblu anonim (Categorie: locuire civilă) (Tip: Așezare)                                   | sat Bozieș, comuna Boghiș                        | Ferma Nagy Lajos              |                              |            |                                                         | Încărcați imagine | Raportați eroare |
| 140707.02.01                              | Așezarea neolitică de la Brebi / ansamblu anonim (Categorie: locuire civilă) (Tip: Așezare)                                                       | sat Brebi, comuna Creaca                         |                               |                              |            |                                                         | Încărcați imagine | Raportați eroare |
| 142514.01.01                              | Așezarea eneolitică de la Buzaș / ansamblu anonim (Categorie: locuire civilă) (Tip: Așezare)                                                      | sat Buzaș, comuna Rus                            |                               |                              |            |                                                         | Încărcați imagine | Raportați eroare |
| 140707.04.01 (Cod LMI: SJ-I-s-A-20249)    | Vallum de pământ de la Brebi - "Roata Dungii" / ansamblu anonim (Categorie: fortificație) (Tip: Val)                                              | sat Brebi, comuna Creaca                         | Roata Dungii                  | romană sec. II - III         |            |                                                         | Încărcați imagine | Raportați eroare |
| 140299.02.01                              | Situl arheologic de la Bobota- Pe vale / ansamblu anonim (Categorie: locuire civilă) (Tip: Așezare)                                               | sat Bobota, comuna Bobota                        | Pe vale                       | sec. XIV-XVI                 |            |                                                         | Încărcați imagine | Raportați eroare |
| 140299.02.02                              | Situl arheologic de la Bobota- Pe vale / ansamblu anonim (Categorie: locuire civilă) (Tip: Așezare)                                               | sat Bobota, comuna Bobota                        | Pe vale                       | sec.VIII-X                   |            |                                                         | Încărcați imagine | Raportați eroare |
| 141394.06.01                              | Situl arheologic de la Badon - Doaște / ansamblu anonim (Categorie: locuire) (Tip: așezare)                                                       | sat Badon, comuna Hereclean                      | Doaște                        |                              |            |                                                         | Încărcați imagine | Raportați eroare |
| 141394.06.02                              | Situl arheologic de la Badon - Doaște / ansamblu anonim (Categorie: locuire) (Tip: așezare)                                                       | sat Badon, comuna Hereclean                      | Doaște                        |                              |            |                                                         | Încărcați imagine | Raportați eroare |
| 141394.06.03                              | Situl arheologic de la Badon - Doaște / ansamblu anonim (Categorie: locuire) (Tip: așezare)                                                       | sat Badon, comuna Hereclean                      | Doaște                        | sec. VI-VII, VIII            |            |                                                         | Încărcați imagine | Raportați eroare |
| 141394.06.04                              | Situl arheologic de la Badon - Doaște / ansamblu anonim (Categorie: locuire) (Tip: așezare)                                                       | sat Badon, comuna Hereclean                      | Doaște                        | sec. XI-XIII                 |            |                                                         | Încărcați imagine | Raportați eroare |
| 141394.06.05                              | Situl arheologic de la Badon - Doaște / ansamblu anonim (Categorie: locuire) (Tip: Necropolă)                                                     | sat Badon, comuna Hereclean                      | Doaște                        | sec. III                     |            |                                                         | Încărcați imagine | Raportați eroare |
| 141394.07.01                              | Situl arheologic de la Badon - La Pietriș / ansamblu anonim (Categorie: locuire) (Tip: așezare)                                                   | sat Badon, comuna Hereclean                      | La Pietriș                    | Otomani                      |            |                                                         | Încărcați imagine | Raportați eroare |
| 141394.07.02                              | Situl arheologic de la Badon - La Pietriș / ansamblu anonim (Categorie: locuire) (Tip: așezare)                                                   | sat Badon, comuna Hereclean                      | La Pietriș                    | sec. III-IV                  |            |                                                         | Încărcați imagine | Raportați eroare |
| 141394.07.03                              | Situl arheologic de la Badon - La Pietriș / ansamblu anonim (Categorie: locuire) (Tip: așezare)                                                   | sat Badon, comuna Hereclean                      | La Pietriș                    | sec. VII-XI                  |            |                                                         | Încărcați imagine | Raportați eroare |
| 140226.01.01                              | Așezarea medievală de la Ban / ansamblu anonim (Categorie: locuire) (Tip: așezare)                                                                | sat Ban, comuna Bănișor                          |                               |                              |            |                                                         | Încărcați imagine | Raportați eroare |
| 140093.01.01                              | Așezarea romană de la Băbeni / ansamblu anonim (Categorie: cetate) (Tip: așezare)                                                                 | sat Băbeni, comuna Băbeni                        |                               |                              |            |                                                         | Încărcați imagine | Raportați eroare |
| 142300.02.01                              | Situl arheologic de la Bădăcin - Viile de Jos / ansamblu anonim (Categorie: locuire) (Tip: așezare)                                               | sat Bădăcin, comuna Pericei                      | Viile de Jos                  | Wietenberg                   |            |                                                         | Încărcați imagine | Raportați eroare |
| 142300.02.02                              | Situl arheologic de la Bădăcin - Viile de Jos / ansamblu anonim (Categorie: locuire) (Tip: așezare)                                               | sat Bădăcin, comuna Pericei                      | Viile de Jos                  | sec. III-IV                  |            |                                                         | Încărcați imagine | Raportați eroare |
| 142300.02.03                              | Situl arheologic de la Bădăcin - Viile de Jos / ansamblu anonim (Categorie: locuire) (Tip: așezare)                                               | sat Bădăcin, comuna Pericei                      | Viile de Jos                  |                              |            |                                                         | Încărcați imagine | Raportați eroare |
| 142300.03.01                              | Situl arheologic de la Bădăcin - Vatra Bătrână / ansamblu anonim (Categorie: locuire) (Tip: așezare)                                              | sat Bădăcin, comuna Pericei                      | Vatra Bătrână                 | sec. III                     |            |                                                         | Încărcați imagine | Raportați eroare |
| 142300.03.02                              | Situl arheologic de la Bădăcin - Vatra Bătrână / ansamblu anonim (Categorie: locuire) (Tip: așezare)                                              | sat Bădăcin, comuna Pericei                      | Vatra Bătrână                 | sec. VII-XI                  |            |                                                         | Încărcați imagine | Raportați eroare |
| 142300.04.01                              | Situl arheologic de la Bădăcin - Cornet / ansamblu anonim (Categorie: locuire) (Tip: așezare)                                                     | sat Bădăcin, comuna Pericei                      | Cornet                        | Coțofeni                     |            |                                                         | Încărcați imagine | Raportați eroare |
| 142300.04.02                              | Situl arheologic de la Bădăcin - Cornet / ansamblu anonim (Categorie: locuire) (Tip: așezare)                                                     | sat Bădăcin, comuna Pericei                      | Cornet                        | sec. II                      |            |                                                         | Încărcați imagine | Raportați eroare |
| 142300.05.01                              | Așezarea Tiszapolgar de la Bădăcin - Casa Maniu(Cămin Handicapați) / ansamblu anonim (Categorie: locuire) (Tip: așezare)                          | sat Bădăcin, comuna Pericei                      | Casa Maniu(Cămin Handicapați) | Tiszapolgar                  |            |                                                         | Încărcați imagine | Raportați eroare |
| 142300.06.01                              | Așezarea Wietenberg de la Bădăcin - Țarini / ansamblu anonim (Categorie: locuire) (Tip: așezare)                                                  | sat Bădăcin, comuna Pericei                      | Țarini                        | Wietenberg                   |            |                                                         | Încărcați imagine | Raportați eroare |
| 142300.07.01                              | Așezarea dacică de la Bădăcin - Dealul Hempului / ansamblu anonim (Categorie: locuire) (Tip: așezare)                                             | sat Bădăcin, comuna Pericei                      | Dealul Hempului               | sec. II-I î.Hr.              |            |                                                         | Încărcați imagine | Raportați eroare |
| 142300.08.01                              | Așezarea medievală de la Bădăcin / ansamblu anonim (Categorie: locuire) (Tip: așezare)                                                            | sat Bădăcin, comuna Pericei                      |                               | sec. XIII                    |            |                                                         | Încărcați imagine | Raportați eroare |
| 142300.09.01                              | Așezarea medievală de la Bădăcin - Ogrăzi / ansamblu anonim (Categorie: locuire) (Tip: așezare)                                                   | sat Bădăcin, comuna Pericei                      | Ogrăzi                        | sec. VIII - IX               |            |                                                         | Încărcați imagine | Raportați eroare |
| 140217.01.01                              | Așezarea medievală de la Bănișor / ansamblu anonim (Categorie: locuire) (Tip: așezare)                                                            | sat Bănișor, comuna Bănișor                      |                               | sec. XIII                    |            |                                                         | Încărcați imagine | Raportați eroare |
| 141250.04.01                              | Așezarea Suciu de Sus de la Bezded - La Halauă / ansamblu anonim (Categorie: locuire) (Tip: așezare)                                              | sat Bezded, comuna Gârbou                        | La Halauă                     | Suciu de Sus                 |            |                                                         | Încărcați imagine | Raportați eroare |
| 139900.02.01                              | Situl arheologic de la Bic - Sub Figurie / ansamblu anonim (Categorie: locuire) (Tip: așezare)                                                    | localitate componentă Bic, oraș Șimleu Silvaniei | Sub Figurie                   | Tiszapolgar                  |            |                                                         | Încărcați imagine | Raportați eroare |
| 139900.02.02                              | Situl arheologic de la Bic - Sub Figurie / ansamblu anonim (Categorie: locuire) (Tip: așezare)                                                    | localitate componentă Bic, oraș Șimleu Silvaniei | Sub Figurie                   | sec. III                     |            |                                                         | Încărcați imagine | Raportați eroare |
| 139900.02.03                              | Situl arheologic de la Bic - Sub Figurie / ansamblu anonim (Categorie: locuire) (Tip: Tumul)                                                      | localitate componentă Bic, oraș Șimleu Silvaniei | Sub Figurie                   |                              |            |                                                         | Încărcați imagine | Raportați eroare |
| 140271.01.01                              | Așezarea medievală de la Biușa / ansamblu anonim (Categorie: locuire) (Tip: așezare)                                                              | sat Biușa, comuna Benesat                        |                               | sec. VIII - IX               |            |                                                         | Încărcați imagine | Raportați eroare |
| 140299.03.01                              | Așezarea medievală de la Bobota / ansamblu anonim (Categorie: locuire) (Tip: așezare)                                                             | sat Bobota, comuna Bobota                        |                               | sec. XIII                    |            |                                                         | Încărcați imagine | Raportați eroare |
| 140299.04.01                              | Așezarea medievală de la Bobota - Valea Zănicelului / ansamblu anonim (Categorie: locuire) (Tip: așezare)                                         | sat Bobota, comuna Bobota                        | Valea Zănicelului             | sec. VIII - IX               |            |                                                         | Încărcați imagine | Raportați eroare |
| 140333.04.01                              | Așezarea Wietenberg de la Bocșa - La Mâță / ansamblu anonim (Categorie: locuire) (Tip: așezare)                                                   | sat Bocșa, comuna Bocșa                          | La Mâță                       | Wietenberg                   |            |                                                         | Încărcați imagine | Raportați eroare |
| 140333.05.01                              | Așezarea dacică de la Bocșa - Valea Siciliului / ansamblu anonim (Categorie: locuire) (Tip: așezare)                                              | sat Bocșa, comuna Bocșa                          | Valea Siciliului              | sec. III-IV                  |            |                                                         | Încărcați imagine | Raportați eroare |
| 142266.01.01                              | Situl arheologic de la Boghiș - Fântâna Porcului / ansamblu anonim (Categorie: locuire) (Tip: așezare)                                            | sat Boghis, comuna Boghiș                        | Fântâna Porcului              | Coțofeni                     |            |                                                         | Încărcați imagine | Raportați eroare |
| 142266.01.02                              | Situl arheologic de la Boghiș - Fântâna Porcului / ansamblu anonim (Categorie: locuire) (Tip: așezare)                                            | sat Boghis, comuna Boghiș                        | Fântâna Porcului              | Wietenberg                   |            |                                                         | Încărcați imagine | Raportați eroare |
| 142266.02.01                              | Situl arheologic de la Boghiș - Valea Silvașului / ansamblu anonim (Categorie: locuire) (Tip: așezare)                                            | sat Boghis, comuna Boghiș                        | Valea Silvașului              | Coțofeni                     |            |                                                         | Încărcați imagine | Raportați eroare |
| 142266.02.02                              | Situl arheologic de la Boghiș - Valea Silvașului / ansamblu anonim (Categorie: locuire) (Tip: așezare)                                            | sat Boghis, comuna Boghiș                        | Valea Silvașului              | sec. X                       |            |                                                         | Încărcați imagine | Raportați eroare |
| 142266.03.01                              | Așezarea Coțofeni de la Boghiș / ansamblu anonim (Categorie: locuire) (Tip: așezare)                                                              | sat Boghis, comuna Boghiș                        |                               | Coțofeni                     |            |                                                         | Încărcați imagine | Raportați eroare |
| 142266.04.01                              | Așezarea daco-romană de la Boghiș - Nagy Mezo / ansamblu anonim (Categorie: locuire) (Tip: așezare)                                               | sat Boghis, comuna Boghiș                        | Nagy Mezo                     | sec. III-II                  |            |                                                         | Încărcați imagine | Raportați eroare |
| 142266.04.02                              | Așezarea daco-romană de la Boghiș - Nagy Mezo / ansamblu anonim (Categorie: locuire) (Tip: așezare)                                               | sat Boghis, comuna Boghiș                        | Nagy Mezo                     | sec. IX-X                    |            |                                                         | Încărcați imagine | Raportați eroare |
| 142266.05.01                              | Așezarea romană de la Boghiș - La Căldare / ansamblu anonim (Categorie: locuire) (Tip: așezare)                                                   | sat Boghis, comuna Boghiș                        | La Căldare                    |                              |            |                                                         | Încărcați imagine | Raportați eroare |
| 142266.06.01                              | Așezarea daco-romană de la Boghiș - La Băi / ansamblu anonim (Categorie: locuire) (Tip: așezare)                                                  | sat Boghis, comuna Boghiș                        | La Băi                        | sec. III-IV                  |            |                                                         | Încărcați imagine | Raportați eroare |
| 142266.07.01                              | Așezarea din epoca migrațiilor la Boghiș - Așezarea A / ansamblu anonim (Categorie: locuire) (Tip: așezare)                                       | sat Boghis, comuna Boghiș                        | Așezarea A                    | sec. VII - IX                |            |                                                         | Încărcați imagine | Raportați eroare |
| 142266.08.01                              | Așezarea din epoca migrațiilor la Boghiș - Așezarea B / ansamblu anonim (Categorie: locuire) (Tip: așezare)                                       | sat Boghis, comuna Boghiș                        | Așezarea B                    | sec. IX-X                    |            |                                                         | Încărcați imagine | Raportați eroare |
| 142266.09.01                              | Așezarea din epoca migrațiilor la Boghiș - Așezarea C / ansamblu anonim (Categorie: locuire) (Tip: așezare)                                       | sat Boghis, comuna Boghiș                        | Așezarea C                    | sec. IX-X                    |            |                                                         | Încărcați imagine | Raportați eroare |
| 142266.10.01                              | Tumulul de epocă necunoscută de la Boghiș - Izvorul Porcului / ansamblu anonim (Categorie: mormânt tumular) (Tip: Tumul)                          | sat Boghis, comuna Boghiș                        | Izvorul Porcului              |                              |            |                                                         | Încărcați imagine | Raportați eroare |
| 142266.11.01                              | Tumulul de epocă necunoscută de la Boghiș - Dealu Malu / ansamblu anonim (Categorie: mormânt tumular) (Tip: Tumul)                                | sat Boghis, comuna Boghiș                        | Dealu Malu                    |                              |            |                                                         | Încărcați imagine | Raportați eroare |
| 142266.12.01                              | Tumulul de epocă necunoscută de la Boghiș / ansamblu anonim (Categorie: mormânt tumular) (Tip: așezare)                                           | sat Boghis, comuna Boghiș                        |                               |                              |            |                                                         | Încărcați imagine | Raportați eroare |
| 142266.13.01                              | Tumulul de epoca necunoscută de la Boghiș - Dealul Corhanului / ansamblu anonim (Categorie: mormânt tumular) (Tip: Tumul)                         | sat Boghis, comuna Boghiș                        | Dealul Corhanului             |                              |            |                                                         | Încărcați imagine | Raportați eroare |
| 142266.14.01                              | Tumulul de epoca necunoscută de la Boghiș / ansamblu anonim (Categorie: mormânt tumular) (Tip: Tumul)                                             | sat Boghis, comuna Boghiș                        |                               |                              |            |                                                         | Încărcați imagine | Raportați eroare |
| 142266.15.01                              | Tumulul de epoca necunoscută de la Boghiș / ansamblu anonim (Categorie: mormânt tumular) (Tip: Tumul)                                             | sat Boghis, comuna Boghiș                        |                               |                              |            |                                                         | Încărcați imagine | Raportați eroare |
| 142266.16.01                              | Tumulul de epoca necunoscută de la Boghiș / ansamblu anonim (Categorie: descoperire tumular) (Tip: Tumul)                                         | sat Boghis, comuna Boghiș                        |                               |                              |            |                                                         | Încărcați imagine | Raportați eroare |
| 142266.17.01                              | Tumulul de epoca necunoscută de la Boghiș / ansamblu anonim (Categorie: descoperire tumular) (Tip: Tumul)                                         | sat Boghis, comuna Boghiș                        |                               |                              |            |                                                         | Încărcați imagine | Raportați eroare |
| 142266.18.01                              | Tumulul de epocă necunoscută de la Boghiș / ansamblu anonim (Categorie: descoperire tumular) (Tip: Tumul)                                         | sat Boghis, comuna Boghiș                        |                               |                              |            |                                                         | Încărcați imagine | Raportați eroare |
| 142266.19.01                              | Tumulul de epocă necunoscută de la Boghiș / ansamblu anonim (Categorie: mormânt tumular) (Tip: Tumul)                                             | sat Boghis, comuna Boghiș                        |                               |                              |            |                                                         | Încărcați imagine | Raportați eroare |
| 142266.20.01                              | Tumulul de epocă necunoscută de la Boghiș / ansamblu anonim (Categorie: mormânt tumular) (Tip: Tumul)                                             | sat Boghis, comuna Boghiș                        |                               |                              |            |                                                         | Încărcați imagine | Raportați eroare |
| 142266.21.01                              | Tumulul de epocă necunoscută de la Boghiș / ansamblu anonim (Categorie: mormânt tumular) (Tip: Tumul)                                             | sat Boghis, comuna Boghiș                        |                               |                              |            |                                                         | Încărcați imagine | Raportați eroare |
| 142266.22.01                              | Tumulul de epocă necunoscută de la Boghiș / ansamblu anonim (Categorie: mormânt tumular) (Tip: Tumul)                                             | sat Boghis, comuna Boghiș                        |                               |                              |            |                                                         | Încărcați imagine | Raportați eroare |
| 140342.03.01                              | Așezarea Coțofeni de la Borla - Pápfolyáka / ansamblu anonim (Categorie: locuire) (Tip: așezare)                                                  | sat Borla, comuna Bocșa                          | Pápfolyáka                    | Coțofeni                     |            |                                                         | Încărcați imagine | Raportați eroare |
| 140342.04.01                              | Așezarea Otomani de la Borla - La capătul grădinilor / ansamblu anonim (Categorie: locuire) (Tip: așezare)                                        | sat Borla, comuna Bocșa                          | La capătul grădinilor         | Otomani                      |            |                                                         | Încărcați imagine | Raportați eroare |
| 140342.05.01                              | Așezarea din epoca romană de la Borla - Lângă gară / ansamblu anonim (Categorie: locuire) (Tip: așezare)                                          | sat Borla, comuna Bocșa                          | Lângă gară                    |                              |            |                                                         | Încărcați imagine | Raportați eroare |
| 140342.06.01                              | Așezarea medievală de la Borla - Boboreta / ansamblu anonim (Categorie: locuire) (Tip: așezare)                                                   | sat Borla, comuna Bocșa                          | Boboreta                      | sec. VII - XI                |            |                                                         | Încărcați imagine | Raportați eroare |
| 140342.07.01                              | Așezarea medievală de la Borla - Kis Ret / ansamblu anonim(Kis Rét) (Categorie: locuire) (Tip: așezare)                                           | sat Borla, comuna Bocșa                          | Kis Ret                       |                              |            |                                                         | Încărcați imagine | Raportați eroare |
| 142275.02.01                              | Situl arheologic de la Bozieș / ansamblu anonim (Categorie: locuire) (Tip: așezare)                                                               | sat Bozieș, comuna Boghiș                        |                               |                              |            |                                                         | Încărcați imagine | Raportați eroare |
| 142275.02.02                              | Situl arheologic de la Bozieș / ansamblu anonim (Categorie: locuire) (Tip: așezare)                                                               | sat Bozieș, comuna Boghiș                        |                               |                              |            |                                                         | Încărcați imagine | Raportați eroare |
| 142275.03.01                              | Situl arheologic de la Bozieș - În apropierea grajdului CAP / ansamblu anonim (Categorie: locuire) (Tip: așezare)                                 | sat Bozieș, comuna Boghiș                        | În apropierea grajdului CAP   |                              |            |                                                         | Încărcați imagine | Raportați eroare |
| 142275.03.02                              | Situl arheologic de la Bozieș - În apropierea grajdului CAP / ansamblu anonim (Categorie: locuire) (Tip: așezare)                                 | sat Bozieș, comuna Boghiș                        | În apropierea grajdului CAP   |                              |            |                                                         | Încărcați imagine | Raportați eroare |
| 142275.04.01                              | Situl arheologic de la Bozieș - Între grajdurile CAP și Moară / ansamblu anonim (Categorie: locuire) (Tip: așezare)                               | sat Bozieș, comuna Boghiș                        | Între grajdurile CAP și Moară |                              |            |                                                         | Încărcați imagine | Raportați eroare |
| 142275.04.02                              | Situl arheologic de la Bozieș - Între grajdurile CAP și Moară / ansamblu anonim (Categorie: locuire) (Tip: epoca bronzului)                       | sat Bozieș, comuna Boghiș                        | Între grajdurile CAP și Moară |                              |            |                                                         | Încărcați imagine | Raportați eroare |
| 142275.04.03                              | Situl arheologic de la Bozieș - Între grajdurile CAP și Moară / ansamblu anonim (Categorie: locuire) (Tip: așezare)                               | sat Bozieș, comuna Boghiș                        | Între grajdurile CAP și Moară |                              |            |                                                         | Încărcați imagine | Raportați eroare |
| 142275.05.01                              | Așezarea Starčevo-Cris de la Bozieș - Din hotarul localității / ansamblu anonim (Categorie: locuire) (Tip: așezare)                               | sat Bozieș, comuna Boghiș                        | Din hotarul localității       | Starcevo - Criș              |            |                                                         | Încărcați imagine | Raportați eroare |
| 142275.06.01                              | Așezarea medievală de la Bozieș - Așezarea A / ansamblu anonim (Categorie: locuire) (Tip: așezare)                                                | sat Bozieș, comuna Boghiș                        | Așezarea A                    | sec. VII-IX                  |            |                                                         | Încărcați imagine | Raportați eroare |
| 142275.07.01                              | Așezarea medievală de la Bozieș - Așezarea B / ansamblu anonim (Categorie: locuire) (Tip: așezare)                                                | sat Bozieș, comuna Boghiș                        | Așezarea B                    | sec. VII-IX                  |            |                                                         | Încărcați imagine | Raportați eroare |
| 142275.08.01                              | Așezarea medievală de la Bozieș - Grajduri / ansamblu anonim (Categorie: locuire) (Tip: așezare)                                                  | sat Bozieș, comuna Boghiș                        | Grajduri                      | sec. VIII-IX                 |            |                                                         | Încărcați imagine | Raportați eroare |
| 139955.03.01                              | Așezarea romană de la Bozna - La Comoară / ansamblu anonim (Categorie: locuire) (Tip: așezare)                                                    | sat Bozna, comuna Treznea                        | de, punct La Comoară          |                              |            |                                                         | Încărcați imagine | Raportați eroare |
| 140707.05.01                              | Turnul de epocă romană de la Brebi - Dealul Mare / ansamblu anonim (Categorie: fortificație) (Tip: Turn)                                          | sat Brebi, comuna Creaca                         | Dealul Mare                   |                              |            |                                                         | Încărcați imagine | Raportați eroare |
| 140707.06.01                              | Turnul de epocă romană de la Brebi - La Tău Valerii / ansamblu anonim (Categorie: fortificație) (Tip: așezare)                                    | sat Brebi, comuna Creaca                         | La Tău Valerii                |                              |            |                                                         | Încărcați imagine | Raportați eroare |
| 140707.07.01                              | Turnul de epocă romană de la Brebi - Dealul Racova / ansamblu anonim (Categorie: fortificație) (Tip: Turn)                                        | sat Brebi, comuna Creaca                         | Dealul Racova                 |                              |            |                                                         | Încărcați imagine | Raportați eroare |
| 140707.08.01                              | Turnul de epocă romană de la Brebi - Comorâște / ansamblu anonim (Categorie: fortificație) (Tip: Turn)                                            | sat Brebi, comuna Creaca                         | Comorâște                     |                              |            |                                                         | Încărcați imagine | Raportați eroare |
| 140707.09.01                              | Turnul de epocă romană de la Brebi - Dealul Mănăstirii / ansamblu anonim (Categorie: fortificație) (Tip: Turn)                                    | sat Brebi, comuna Creaca                         | Dealul Mănăstirii             |                              |            |                                                         | Încărcați imagine | Raportați eroare |
| 140716.03.01                              | Castrul roman de la Brusturi - Certiae / ansamblu anonim (Categorie: fortificație) (Tip: Castru)                                                  | sat Brusturi, comuna Creaca                      | Certiae                       |                              |            |                                                         | Încărcați imagine | Raportați eroare |
| 140388.08.01                              | Așezarea Tiszapolgar de la Buciumi - Centrul Satului / ansamblu anonim (Categorie: locuire) (Tip: așezare)                                        | sat Buciumi, comuna Buciumi                      | Centrul Satului               |                              |            |                                                         | Încărcați imagine | Raportați eroare |
| 140388.09.01                              | Așezarea Coțofeni de la Buciumi - Tabla Negranului / ansamblu anonim (Categorie: locuire) (Tip: așezare)                                          | sat Buciumi, comuna Buciumi                      | Tabla Negranului              | Coțofeni                     |            |                                                         | Încărcați imagine | Raportați eroare |
| 140388.10.01                              | Turnul roman de la Buciumi - Dealul Găunos / ansamblu anonim (Categorie: fort de apărare) (Tip: Turn)                                             | sat Buciumi, comuna Buciumi                      | Dealul Găunos                 |                              |            |                                                         | Încărcați imagine | Raportați eroare |
| 140388.11.01                              | Turnul roman de la Buciumi - Padină / ansamblu anonim (Categorie: fort de apărare) (Tip: așezare)                                                 | sat Buciumi, comuna Buciumi                      | Padină                        |                              |            |                                                         | Încărcați imagine | Raportați eroare |
| 140388.12.01                              | Turnul roman de la Buciumi - Padină 2 / ansamblu anonim (Categorie: fort de apărare) (Tip: Turn)                                                  | sat Buciumi, comuna Buciumi                      | Padină 2                      |                              |            |                                                         | Încărcați imagine | Raportați eroare |
| 140388.13.01                              | Turnul roman de la Buciumi - Groapa Mare / ansamblu anonim (Categorie: fort de apărare) (Tip: Turn)                                               | sat Buciumi, comuna Buciumi                      | Groapa Mare                   |                              |            |                                                         | Încărcați imagine | Raportați eroare |